# La Noce (film, 1978)
Pour les articles homonymes, voir La Noce.
Pour plus de détails, voir Fiche technique et Distribution.
La Noce est un film tunisien réalisé en 1978 par Fadhel Jaïbi et Fadhel Jaziri. Il s'agit de l'adaptation de la pièce de théâtre éponyme représentée en 1976, elle-même inspirée de La Noce chez les petits bourgeois de Bertolt Brecht.
Le film est une œuvre collective du Nouveau Théâtre de Tunis, dont les réalisateurs sont, avec Mohamed Driss et Jalila Baccar, les créateurs.

## Fiche technique
- Titre original : La Noce
- Réalisateur : Fadhel Jaïbi et Fadhel Jaziri
- Histoire originale :
- Scénario :
- Musique :
- Photo : Habib Masrouki
- Montage :
- Son :
- Production :
- Pays d’origine :  Tunisie
- Langue : arabe
- Format : 35 mm - noir et blanc
- Genre :
- Durée : 90 minutes
- Date de sortie : 1978 ( Tunisie)

## Distribution
- Jalila Baccar : l'épouse
- Fadhel Jaziri : Mostafa
- Mohamed Driss : l'époux